# Piotr Blastus Kmita
Piotr Blastus Kmita (zm. ok. 1632) – polsko-litewski drukarz i pisarz.

## Życiorys
Był zięciem Jana Karcana i praktykował w jego drukarni w Łosku. Po śmierci teścia otrzymał połowę majątku (resztę odziedziczył syn Józef Karcan) jako posag żony i przez dwa lata prowadził drukarnię w Wilnie. W tym czasie wydrukował 5 tytułów. 
W 1613 roku przenosi drukarnię do LubczaLubcza. Gdy w 1611 roku została zniszczona kalwińska drukarnia Jokūbasa Morkūnasa, a Józef Karczan przeszedł na katolicyzm, drukarnia Piotra Blastusa była jedyną dysydencką drukarnią na Litwie. Chociaż do druku przyjmował również zamówienia od przedstawicieli innych wyznań w tym katolików, drukował utwory poetów i prozaików skupionych wokół dworu Radziwiłłów w Birżach w tym Salomona Rysińskiego, Józefa Domaniewskiego, Samuela Dowgirda, Jana Zygrowiusza, Piotra Siestrzeńcewicza, Andrzeja Węgierskiego, Baltazara Łabęckiego. Do 1629 roku Blastus wydał 49 tytułów (11 łacińskich i 37 polskich). Ostatni sygnowany jego imieniem druk ukazał się w 1629 roku. Druki z 1631 roku są już sygnowane Drukarnia Kmitów, a na przełomie 1632 roku pojawia się sygnatura Jan Kmita. Na tej podstawie ustalono orientacyjną datę śmierci Piotra Blastusa Kmity.
Na jego drukach początkowo pojawiała się sygnatura Blastus. Człon Kmita został dodany po adopcji i po raz pierwszy pojawia się w 1614 roku w Krotkich a wezłowatych powieści, ktore po gr[a]ecku zową Apophtegmata księgi IIII przez Bieniasza Budnego [...] z rozmaitych [...] authorow zebrane, a teraz z nowu z przyczynieniem inszych powieści [...] czwarty raz wydane Bieniasza Budnego.